# 瀬口哲夫
瀬口 哲夫（せぐち てつお、1945年 - ）は、大分県出身の建築学者。専門は都市計画・地域計画。博士（工学）（東京大学・1976年）。名古屋市立大学名誉教授。
近代建築などの歴史的遺産を活用したまちづくり、都市景観や土地利用を踏まえた都市計画について研究している。2018年から博物館明治村理事。

## 経歴
- 1969年 - 名古屋大学工学部建築学科卒業[1]。
- 1971年 - 東京大学工学系大学院修士課程（建築学）修了[1]。
- 1975年 - 東京大学工学系大学院博士課程（建築学）修了[1]。単位取得満期退学[1]。
- 1975年 - 名古屋大学工学部建築学科助手[1]。
- 1976年 - 東京大学工学系大学院から博士（工学）授与[1]。博士論文は「設計方法における言語論的アプローチに関する研究」。
- 1978年 - 豊橋技術科学大学建設工学系助教授[1]。
- 1986年～1987年 - ロンドン大学建築都市[1]学部客員研究員[1]。
- 1996年 - 名古屋市立大学芸術工学部教授[1]。
- 2004年 - 名古屋市立大学芸術工学部長[1]。
- 2004年 - 名古屋市立大学大学院芸術工学研究科長[1]。
- 2011年 - 名古屋市立大学名誉教授[1]。

## 受賞
- 1996年 - 日本建築士会連合会業績賞
- 2004年 - 日本建築学会賞（業績）[1]
- 2010年 - 日本建築学会賞（論文）[1]
- 2012年 - 日本都市計画学会功績賞[1]
- 2018年 - 小牧市市政功労者表彰[1]
- 2021年 - 各務原市市政功労者表彰[1]
- 2024年 - 瑞宝中綬章[2][3]

## 著書

### 単著
- 『都市・町の建築』グラフィック社、1981年
- 『建築の装飾 建物に棲む動物たち』グラフィック社、1983年
- 『英国建築事情 上』建築ジャーナル社、1991年
- 『英国建築事情 下』建築ジャーナル社、1991年
- 『わが町ビルヂング物語』樹林舎、2004年
- 『名古屋をつくった建築家 鈴木禎次』C&D出版、2004年
- 『官庁建築家・愛知県営繕課の人々』C&D出版、2006年
- 『官庁建築家・名古屋市建築課の人々とその設計』C&D出版、2009年
- 『名古屋の近代住宅』瀬口哲夫、2013年

### 共著
- 日本建築学会東海支部歴史意匠委員会 編『東海の近代建築』中日新聞社、1981年
- 『近代建築ガイドブック 東海・北陸編』鹿島出版、1982年
- 西村幸夫 監修『日本の町並み 1 近畿・東海・北陸』平凡社、2003年